# ジュール・パドルー

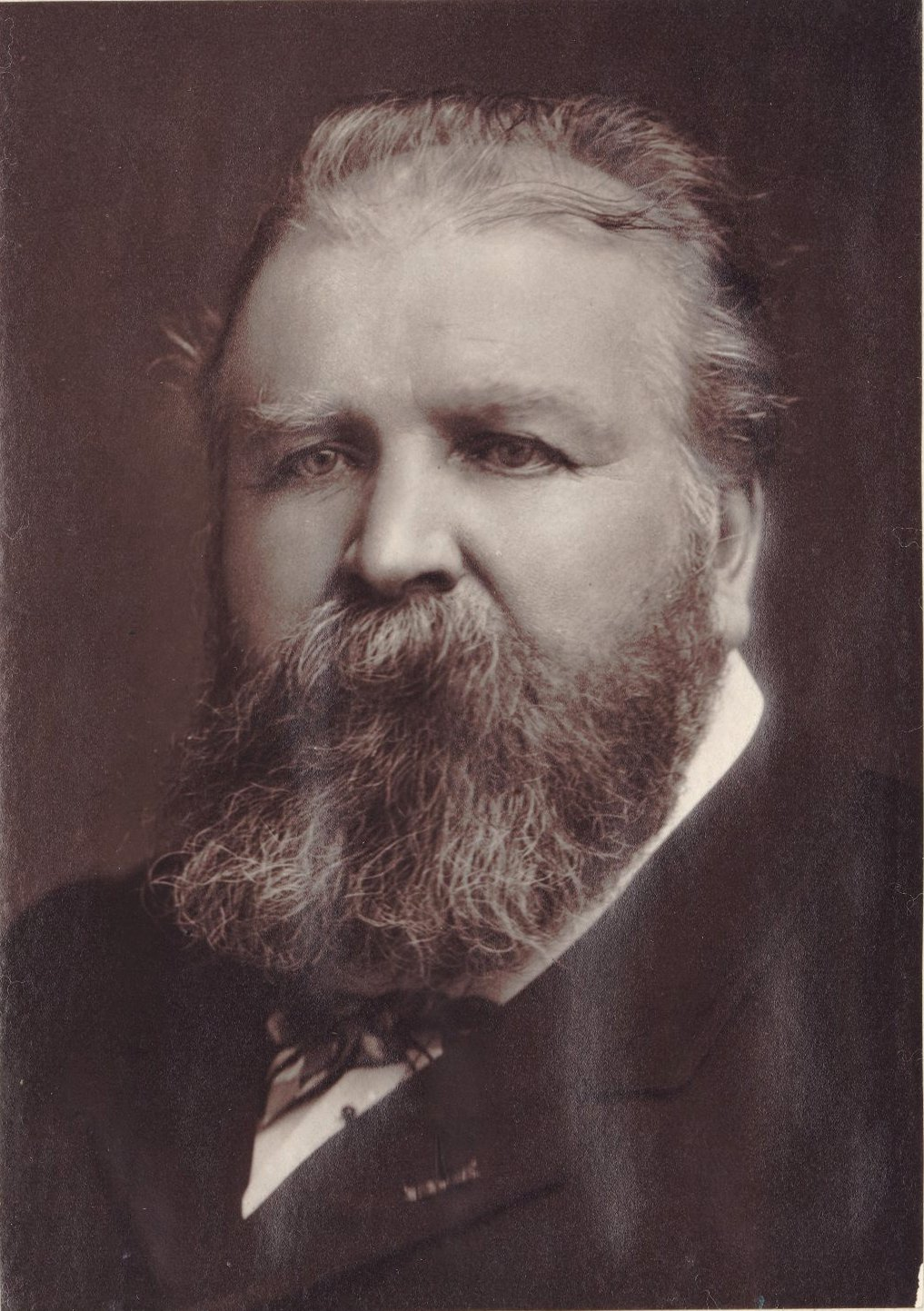
晩年のジュール・パドルー

ジュール・パドルー（Jules Étienne Pasdeloup、1819年9月15日（パリ） - 1887年8月13日（フォンテーヌブロー））は、フランスのオーケストラ主宰者。

## 生涯
1829年からパリ音楽院でヴァイオリンとピアノを学び、1932年ソルフェージュの、1834年ピアノの、一等賞を受けた。1841年から、母校でソルフェージュとピアノを教えた。
1851年、若手の演奏家・作曲家を援ける『音楽院の若い芸術家協会』（Société des jeunes artistes du Conservatoire）を結成し、グノー、サン＝サーンスら、フランスの作曲家による新作を紹介した。（結成を1852年とする英文記事 仏文記事1、があり、
1853年とする仏文記事2もある。）
1855年 - 1868年、パリ音楽院合唱科教授を務めた。
1861年、経済的な理由から、『若い芸術家協会』を『コンセール・ポピュレール』（クラシック音楽大衆演奏会、Concerts populaires de musique classique）に発展させ、パリ11区のサーカス小屋、『冬のサーカス』（Cirque d'hiver）において10月27日から大衆向けの安価な演奏会を始めた。サン＝サーンス、ビゼー、ブラームス、ワーグナー、グリンカ、チャイコフスキーら、当時の作曲家の作品も紹介しつつも、大衆向けに斬新な選曲は避け、ベートーヴェン、メンデルスゾーン、ハイドン、モーツァルト、ウェーバーなどドイツ古典音楽をプログラムの中心に据えた。コンセール・ポピュレールの活動はフランスにおいてクラシック音楽愛好者の裾野を広げることに大きく貢献した。
1868年 - 1870年、リリック劇場（後のサラ・ベルナール座、現在の市立劇場（Théâtre de la Ville））の指揮者も務めた。
1868年、オラトリオ協会（la Société des oratorios）を始めた。
『コンセール・ポピュレール』は、後発のコンセール・コロンヌ、コンセール・ラムルーに押され、1884年に活動を停止した。
1887年8月、住んでいたフォンテーヌブローで没。68歳。
なお、『コンセール・ポピュレール』は、1918年、復元され、1921年に『コンセール・パドルー』（Assisiation des concerts Pasdlouop）を名乗って現在に至っている。